# Mário Quintana
Mário de Miranda Quintana (Alegrete, 30 de julho de 1906 — Porto Alegre, 5 de maio de 1994) foi um poeta, tradutor e jornalista brasileiro. As suas primeiras letras foram feitas na sua cidade natal, e em 1919 mudando-se para Porto Alegre onde estudou no Colégio Militar, publicando ali suas primeiras produções literárias. Trabalhou para a Editora Globo e depois na farmácia paterna. Considerado o "poeta das coisas simples", com um estilo marcado pela ironia, pela profundidade e pela perfeição técnica, ele trabalhou como jornalista quase toda a sua vida. Traduziu mais de cento e trinta obras da literatura universal, entre elas Em Busca do Tempo Perdido, de Marcel Proust, Mrs Dalloway, de Virginia Woolf, e Palavras e Sangue, de Giovanni Papini.
Em 1953, Quintana trabalhou no jornal Correio do Povo, como colunista da página de cultura, que saía aos sábados, e em 1977 saiu do jornal. Em 1940, ele lançou o seu primeiro livro de várias poesias, A Rua dos Cataventos, iniciando a sua carreira de poeta, escritor e autor infantil. Em 1966, foi publicada a sua Antologia Poética, com sessenta poemas, organizada por Rubem Braga e Paulo Mendes Campos, e lançada para comemorar seus sessenta anos de idade, sendo por esta razão o poeta saudado na Academia Brasileira de Letras por Augusto Meyer e Manuel Bandeira, que recita o poema Quintanares, de sua autoria, em homenagem ao colega gaúcho. No mesmo ano ganhou o Prêmio Fernando Chinaglia da União Brasileira de Escritores de melhor livro do ano. Em 1976, ao completar 70 anos, recebeu a medalha Negrinho do Pastoreio do governo do estado do Rio Grande do Sul. Em 1980 recebeu o prêmio Machado de Assis, da Academia Brasileira de Letras, pelo conjunto da obra.

## Vida pessoal

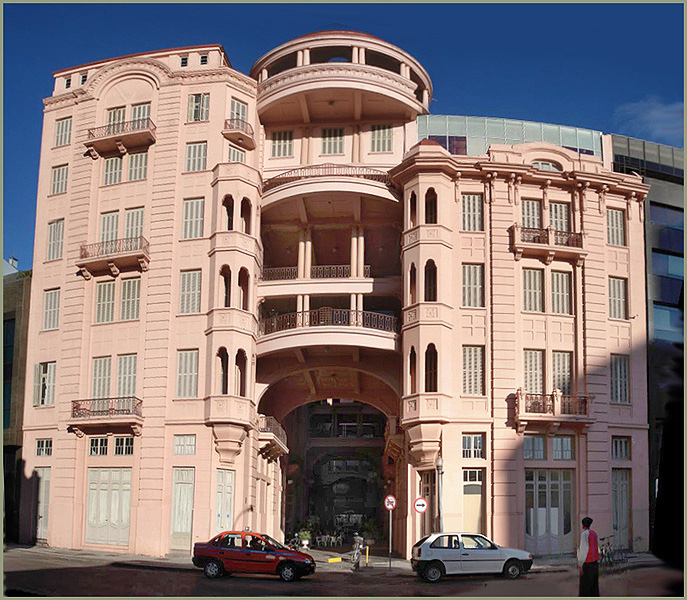
A Casa de Cultura Mario Quintana, antigo Hotel Majestic

Mário Quintana não se casou nem teve filhos. Solitário, viveu grande parte da vida em hotéis: de 1968 a 1980, residiu no Hotel Majestic, no centro histórico de Porto Alegre. Recentemente, um conto fictício escrito em 2012 tornou-se viral na internet; propagando erroneamente como sendo verdade absoluta que o poeta Mario Quintana teria sido despejado do Hotel Majestic quando o jornal Correio do Povo encerrou temporariamente suas atividades por problemas financeiros, e Quintana, sem salário, deixou de pagar o aluguel do quarto. Na ocasião, o comentarista esportivo e ex-jogador da seleção Paulo Roberto Falcão cedeu a ele um dos quartos do Hotel Royal, de sua propriedade. A uma amiga que achou pequeno o quarto, Quintana disse: "Eu moro em mim mesmo. Não faz mal que o quarto seja pequeno. É bom, assim tenho menos lugares para perder as minhas coisas".
Essa mesma amiga, contratada para registrar em fotografia os 80 anos de idade de Quintana, conseguiu um apartamento no Porto Alegre Residence, um apart-hotel no centro da cidade, onde o poeta viveu até sua morte. Ao conhecer o espaço, ele se encantou: "Tem até cozinha!". Em 1982, o prédio do Hotel Majestic, que fora considerado um marco arquitetônico de Porto Alegre, foi tombado. Em 1983, atendendo aos pedidos dos fãs gaúchos do poeta, o governo estadual do Rio Grande do Sul adquiriu o imóvel e transformou-o em centro cultural, batizado como Casa de Cultura Mario Quintana. O quarto do poeta foi reconstruído em uma de suas salas, sob orientação da sobrinha-neta Elena Quintana, que foi secretária dele de 1979 a 1994, quando ele faleceu. Segundo Mário, em entrevista dada a Edla Van Steen em 1979, seu nome foi registrado sem acento. Assim ele o usou por toda a vida. Faleceu em 1994 aos 87 anos em Porto Alegre. Encontra-se sepultado no Cemitério São Miguel e Almas em Porto Alegre. Em 2006, no centenário de seu nascimento, várias comemorações foram realizadas no estado do Rio Grande do Sul em sua homenagem.

## Relações com a ABL

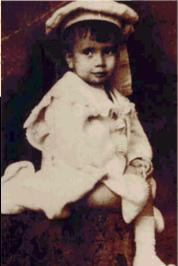
O poeta Mário Quintana quando criança

O poeta tentou por três vezes uma vaga à Academia Brasileira de Letras, mas em nenhuma das ocasiões foi eleito; as razões eleitorais da instituição não lhe permitiram alcançar os vinte votos necessários para ter direito a uma cadeira.
| “ | Só atrapalha a criatividade. O camarada lá vive sob pressões para dar voto, discurso para celebridades. É pena que a casa fundada por Machado de Assis esteja hoje tão politizada. Só dá ministro. — Mario Quintana | ” |

| “ | Se Mário Quintana estivesse na ABL, não mudaria sua vida ou sua obra. Mas não estando lá, é um prejuízo para a própria Academia. — Luís Fernando Veríssimo | ” |

| “ | Não ter sido um dos imortais da Academia Brasileira de Letras é algo que até mesmo revolta a maioria dos fãs do grande escritor, a meu ver, títulos são apenas títulos, e acredito que o maior de todos os reconhecimentos ele recebeu: o carinho e o amor do povo brasileiro por sua poesia e pelo grande poeta e ser humano que ele foi... — Cícero Sandroni | ” |

## Obras de Mario Quintana

### Obras poéticas

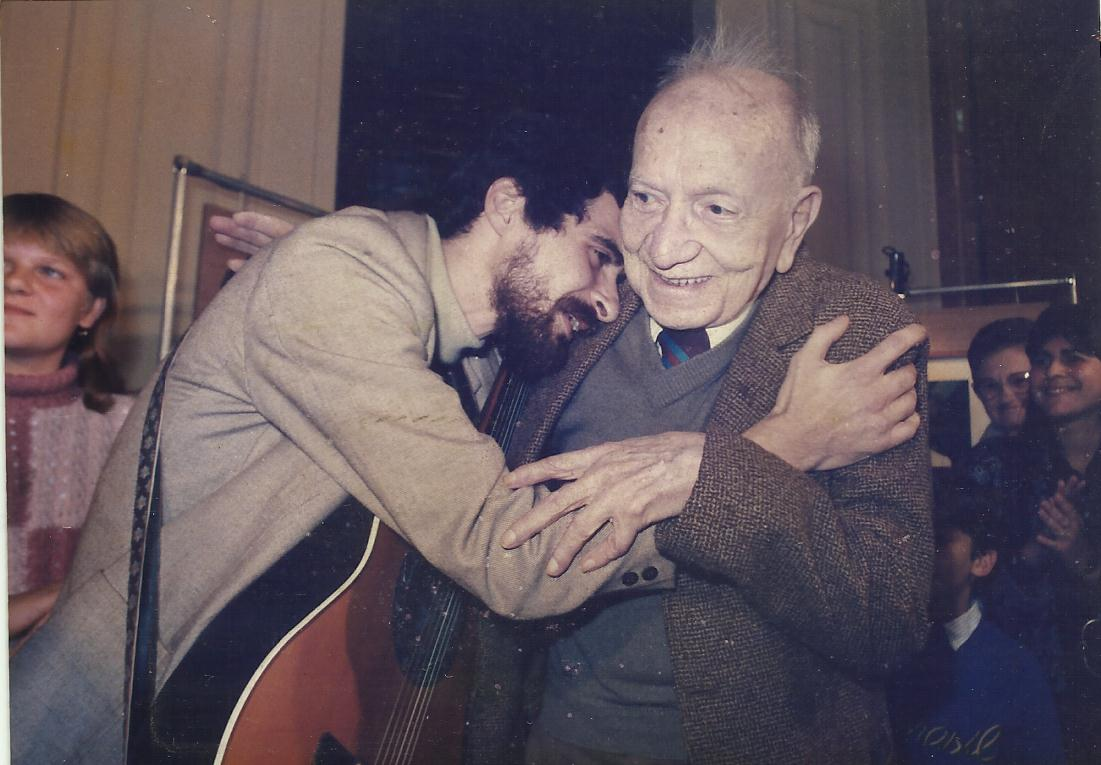
Henrique Mann e Mário Quintana

- A Rua dos Cataventos[8] Porto Alegre, Editora do Globo, 1940
- Canções - Porto Alegre, Editora do Globo, 1946
- Sapato Florido[9] Porto Alegre, Editora do Globo, 1948
- O Aprendiz de Feiticeiro - Porto Alegre, Editora Fronteira, 1950
- Espelho Mágico - Porto Alegre, Editora do Globo, 1951
- Inéditos e Esparsos - Alegrete, Cadernos do Extremo Sul, 1953
- Poesias - Porto Alegre, Editora do Globo, 1962
- Caderno H[10] Porto Alegre, Editora do Globo, 1973
- Apontamentos de História Sobrenatural - Porto Alegre, Editora do Globo / Instituto Estadual do Livro, 1976
- Quintanares- Porto Alegre, Editora do Globo, 1976
- A Vaca e o Hipogrifo - Porto Alegre, Garatuja, 1977
- Esconderijos do Tempo - Porto Alegre, L&PM, 1980
- Baú de Espantos - Porto Alegre - Editora do Globo, 1986
- Preparativos de Viagem - Rio de Janeiro - Editora Globo, 1987
- Da Preguiça como Método de Trabalho - Rio de Janeiro, Editora Globo, 1987
- Porta Giratória - São Paulo, Editora Globo, 1988
- A Cor do Invisível - São Paulo, Editora Globo, 1989
- Velório Sem Defunto - Porto Alegre, Mercado Aberto, 1990
- Água - Porto Alegre, Artes e Ofícios, 2011
- Eu Passarinho - São Paulo, Para gostar de ler 41 , Editora Ática, 2006 (Antologia póstuma)
- Poema: Quarteto e Terceto

### Livros infantis
- O Batalhão das Letras - Porto Alegre, Editora do Globo, 1948
- Pé de Pilão - Petrópolis, Editora Vozes, 1968
- Lili inventa o Mundo - Porto Alegre, Mercado Aberto, 1983
- Nariz de Vidro - São Paulo, Editora Moderna, 1984
- O Sapo Amarelo - Porto Alegre, Mercado Aberto, 1984
- Sapato Furado - São Paulo, FTD Editora, 1994

### Antologias
- Nova Antologia Poética - Rio de Janeiro, Ed. do Autor, 1966
- Prosa & Verso - Porto Alegre, Editora do Globo, 1978
- Chew me up Slowly (Caderno H) - Porto Alegre, Editora do Globo / Riocell, 1978
- Na Volta da Esquina - Porto Alegre, L&PM, 1979
- Objetos Perdidos y Otros Poemas - Buenos Aires, Calicanto, 1979
- Nova Antologia Poética - Rio de Janeiro, Codecri, 1981
- Literatura Comentada - Editora Abril, Seleção e Organização Regina Zilberman, 1982
- Os Melhores Poemas de Mario Quintana (seleção e introdução de Fausto Cunha)- São Paulo, Editora Global, 1983
- Primavera Cruza o Rio - Porto Alegre, Editora do Globo, 1985
- 80 anos de Poesia - São Paulo, Editora Globo, 1986
- Trinta Poemas - Porto Alegre, Coordenação do Livro e Literatura da SMC, 1990
- Ora Bolas - Porto Alegre, Artes e Ofícios, 1994
- Antologia Poética - Porto Alegre, L&PM, 1997
- Mario Quintana, Poesia Completa - Rio de Janeiro, Nova Aguilar, 2005.

### Traduções porMário Quintana
Dentre os diversos livros que o poeta traduziu para a Livraria do Globo (Porto Alegre) estão alguns volumes do Em Busca do Tempo Perdido, de Marcel Proust (talvez seu trabalho de tradução mais reconhecido até hoje), e obras de Honoré de Balzac, Voltaire, Virginia Woolf, Graham Greene, Giovanni Papini e Charles Morgan.  Além disso, estima-se que Quintana tenha traduzido um sem-número de histórias românticas e contos policiais, sem receber créditos por isso - uma prática comum à época em que atuou na Editora Globo, de 1934 a 1955.
A tradução do livro O Pequeno Príncipe, de Antoine de Saint-Exupéry, elaborada por Quintana na década de 1980 para a editora Melhoramentos, foi publicada no ano de 2017, após a obra entrar em domínio público.
Lista exemplificativa
- Em Busca do Tempo Perdido, de Marcel Proust

- No caminho de Swann, (Du cote de Chez Swann) volume um, (1948) 

-  À sombra das raparigas em flor (A l'ombre des jeunes filles en fleur) volume dois, (1957)

- O caminho de Guermantes ( Le cote de Guermantes), volume três(1953) 

- Sodoma e Gomorra (Sodome et Gomorrhe), volume quatro (1957).
Outros títulos traduzidos por Mário Quintana
- A gata persa (La Gatta Persiana) de Alessandro Varaldo, Série Amarela - 1938

- Sanders da África (Again Sanders) de Edgar Wallace, Série Amarela - 1940

- O poder e a glória (The Power and the Glory), de Graham Greene, (1940)

- Mrs. Dalloway (Mrs. Dalloway), de Virginia Woolf, (1946);

- O tio prodigioso (The fabulous clipjoint), de Fredric Brown - Série Amarela 1951

- Contos e novelas, de Voltaire, (1951);

- Os fantasmas do chapeleiro (Les fantomes du chapelier), de Georges Simenon, Série Amarela - 1954;

- Sparkenbroke, de Charles Morgan, (1954).

- Palavras e Sangue  (Parole e sangue) de Giovanni Papini, (1970);

- A lagoa azul (The blue lagoon), de Henry de Vere Stacpoole, (1981);

- Ilusões perdidas (Illusions perdues), de Honoré de Balzac, (1982);

- O Pequeno Príncipe (Le Petit Prince) de Antoine de Saint-Exupéry, (2017).

## Homenagens
O poeta pernambucano Manuel Bandeira dedicou-lhe um poema, onde se lê:
Meu Quintana, os teus cantares
Não são, Quintana, cantares:
São, Quintana, quintanares.
Quinta-essência de cantares…
Insólitos, singulares…
Cantares? Não! Quintanares!
O pajador Jayme Caetano Braun, dedicou ao poeta a Payada a Mario Quintana, segue abaixo um trecho da poesia:
Entre os bem-aventurados
Dos quais fala o evangelho,
Eu vejo no mundo velho
Os poetas predestinados,
Eles que foram tocados
Pela graça soberana,
Mas a verdade pampeana
Desta minh’alma irrequieta,
É que poeta nasce poeta
E poeta é o Mario Quintana!
Em Pelotas, há uma escola que recebeu o nome do poeta. Em Porto Alegre, Mário Quintana é nome de um bairro da Zona Norte da cidade.

## Prêmio Jabuti
Em 1981 recebeu o Prêmio Machado de Assis e Prêmio Jabuti de Personalidade Literária do Ano.